# Лук'янович Федір Костянтинович
Фе́дір Костянти́нович Лук'яно́вич (* 29 травня 1904, Полтава, Російська імперія — † 17 січня 1942, Ленінград) — радянський ентомолог.

## Біографія[1]
Федір Костянтинович Лук'янович народився 29 травня 1904 року у Полтаві в родині банківського службовця. Спочатку навчався у 1-й місцевій гімназії, згодом у середній загальноосвітній школі. Одержавши її атестат (1923), він навчався в Ленінграді, в ІПЗІФі — Інституті прикладної зоології і фітопатології (1924—1926). На той час батько вже помер, тому студент Лук'янович поєднував навчання із роботою практиканта, а потім асистента відділу ентомології Полтавської сільськогосподарської дослідної станції. Врешті-решт, навчання довелося припинити, інститут він закінчив екстерном у 1930 році.
З 1926 року Ф. К. Лук'янович стає асистентом кафедри і викладає курс систематики жуків: спочатку у технікумі при ІПЗІФі, через три роки — на вищих курсах прикладної зоології та фітопатології. З 1934 року він виконував обов'язки доцента.
В 1930 році Федір Лук'янович облишає викладацьку кар'єру і стає науковцем-ентомологом. До 1938 року він працює у Всесоюзному Інституті захисту рослин, де левову частку його часу займає визначення жуків для всесоюзної мережі пунктів захисту рослин. Тим часом відділ твердокрилих академічного Зоологічного інституту (ЗІНу) очолив Д. О. Оглоблін, під керівництвом якого Лук'янович робив перші кроки у науці. Тож, з вересня 1938 року Федір Костянтинович переходить до ЗІНу на посаду молодшого наукового співробітника. Саме тут найповніше реалізувалися його природні здібності й уподобання. На жаль його життя перервала війна. Ф. К. Лук'янович помер від дистрофії у блокованому нацистами Ленінграді.

## Наукова діяльність

### Поїздки та експедиції
Працюючи на дослідній станції в Полтаві, він чимало їздив Україною (Донбас, Дніпропетровщина, Асканія-Нова), відвідав Хріновський бір (Воронезька область) та Кримський заповідник. І надалі Лук'янович охоче брався за виконання наукових робіт по темах, які вимагали тривалих виїздів. Не схильний обмежуватися кабінетною роботою, енергійний та моторний, Ф. Лук'янович він здійснив десятки подорожей, під час яких невтомно збирав багатющий фактичний матеріал. Він мандрував ледь не щороку, часто-густо виїздів було декілька на рік. Наводимо неповний їх перелік:
- 1928 — на запрошення уряду Бурятії обслідував Забайкалля на ураженість сараною, потім збирав матеріали у Владивостоці, повернувся на якийсь час до ЗІНу і знов поїхав — на Одещину.
- 1929 — Узбекистан, вивчення пустельної сарани;
- 1930 — експедиція до Східного Казахстану та Півдня Сибіру, що мала на меті обслідування осередків небезпечного шкідника — лучного метелика;
- 1931 — продовження попередньої теми на теренах Західного Казахстану;
- 1932 — продовження попередньої теми у Західному Казахстані, обстеження Краснодарського краю та Закавказзяна ураження квасолевою зернівкою;
- 1933 — ентомологічне обстеження Астраханської області (влітку) і Закавказя (восени);
- 1935 — збирання фауністичних колекцій в районі Саратова;
- 1936 — вивчення довгоносика — шкідника льону Красноярському краї та на Алтаї, збирання матеріалу на озері Баскунчак та в Каратау (Казахстан);
- 1937 — обстеження місць масового розмноження бурякового довгоносика в Казахстані, Киргизстані, у пониззях Волги та Україні;
- 1938 — керівництво науково-виробничими групами урядової протисаранової експедиції (Казахстан, Узбекистан);
- 1939 — обстеження осередків бурякового довгоносика у пониззях Волги та Дніпра;
- 1940 — продовження попередньої теми в Україні.

### Дослідницька робота
Обдарований гарною пам'яттю, спостережливістю, аналітичними здібностями, Ф. К. Лук'янович зробив вагомий внесок у вивчення систематики, поширення та екології комах.
Наукову роботу він розпочав ще у Полтаві 19-річним юнаком. Тоді ж визначився його особливий інтерес до жуків-довгоносиків. У ЗІНі молодим колегою опікувалися такі знані колеоптерологи як Д. О. Оглоблін, Г. Г. Якобсон, А. П. Семенов-Тянь-Шанский. Ще студентом він розібрав, визначив та перетворив на наукову колекцію величезне зібрання жуків з роду Lixus у фондах Зоологічного музею, майбутнього ЗІНу. Невдовзі Лук'янович став обізнаним фахівцем довгоносиків, а згодом близької до них групи — жуків-зернівок. За порівняно короткий період роботи у науці він описав близько 40 нових видів та підвидів комах.
Лук'янович обробив численні польові матеріали і опублікував фауністичні зведення по різних регіонах країни, в тому числі й по Полтавщині.
Як видно з наведеного вище переліку його експедицій, вчений не обмежувався суто науковими розробками. Він добре знав нагальні практичні проблеми сільського господарства і багато зробив для їх вирішення. Він готував рекомендації, статті для виробничих газет та журналів, визначники, зручні для практиків.

## Пам'ять
На честь Ф. К. Лук'яновича названо 21 вид жуків, два види напівтвердокрилих, два види перетинчастокрилих, 10 видів рівнокрилих. Причому переважна більшість з них описана, коли Ф. К. Лук'яновича вже не було серед живих, по колекціям, зібраних вченим до війни. Серед цих комах — клоп Glaucopterum lukjanovitshi, описаний українським ентомологом В. Г. Пучковим у 1975 році.
Останні вісім років життя Федір Костянтинович працював над монографією, присвяченою зернівкам СРСР. У повоенний час цю працю завершила його молодша колега М.Є Тер-Мінасян. Аналогічним чином Л. В. Арнольді завершив статтю про довгоносиків Cossoninae, над якою працював Ф. К. Лук'янович незадовго до смерті. У передмові цієї роботи сказано: «Співавтор вважав виконання цієї роботи обов'язком перед пам'яттю про талановитого радянського ентомолога, який передчасно загинув».
Повні переліки публікацій Ф. К. Лукяновича, видів, які він відкрив, та видів, названих на його честь, опублікували його колеги у 1950 році.